# Товарковское (сельское поселение)
Муниципальное образование Товарковское — сельское поселение в Богородицком районе Тульской области Российской Федерации.
Административный центр — посёлок Товарковский.

## История
Статус и границы сельского поселения установлены Законом Тульской области от 14 марта 2005 года № 555-ЗТО «О переименовании муниципального образования "город Богородицк и Богородицкий район" Тульской области, установлении границ, наделении статусом и определении административных центров муниципальных образований на территории Богородицкого района Тульской области».

## Население
| 2010    | 2012    | 2013    | 2014    | 2015    | 2016    | 2017    |
| ------- | ------- | ------- | ------- | ------- | ------- | ------- |
| 2811    | ↗2913   | ↗3029   | ↗10 767 | ↘10 760 | ↗10 774 | ↘10 683 |
| 2018    | 2019    | 2020    | 2021    |         |         |         |
| ↗10 689 | ↘10 558 | ↘10 451 | ↗10 789 |         |         |         |

## Состав сельского поселения
| №  | Населённый пункт | Тип населённого пункта          | Население |
| -- | ---------------- | ------------------------------- | --------- |
| 1  | Васильевка       | деревня                         | 29        |
| 2  | Городок          | посёлок                         | ↘105      |
| 3  | Красные Горки    | посёлок                         | 9         |
| 4  | Красный Посад    | посёлок                         | 69        |
| 5  | Кузовка          | село                            | ↘763      |
| 6  | Левинка          | село                            | ↘264      |
| 7  | Ломовка          | село                            | ↘445      |
| 8  | Моховое          | деревня                         | ↗133      |
| 9  | Павловка         | деревня                         | 85        |
| 10 | Малёвка          | посёлок                         | 0         |
| 11 | Товарково        | село                            | ↘909      |
| 12 | Товарковский     | посёлок, административный центр | ↗7813     |